# Casa d'Enriqueta Duran
La Casa d'Enriqueta Duran és un edifici de la vila de Vilafranca de Conflent, de la comarca d'aquest nom, a la Catalunya del Nord. Està inventariat com a monument històric.
Està situada a la zona central - oriental de la vila, en els números 24 i 26 del carrer de Sant Joan, al costat de llevant de la Casa de la Vila de Vilafranca de Conflent. Li corresponen les parcel·les cadastrals 138, 139 i 140.

## Descripció

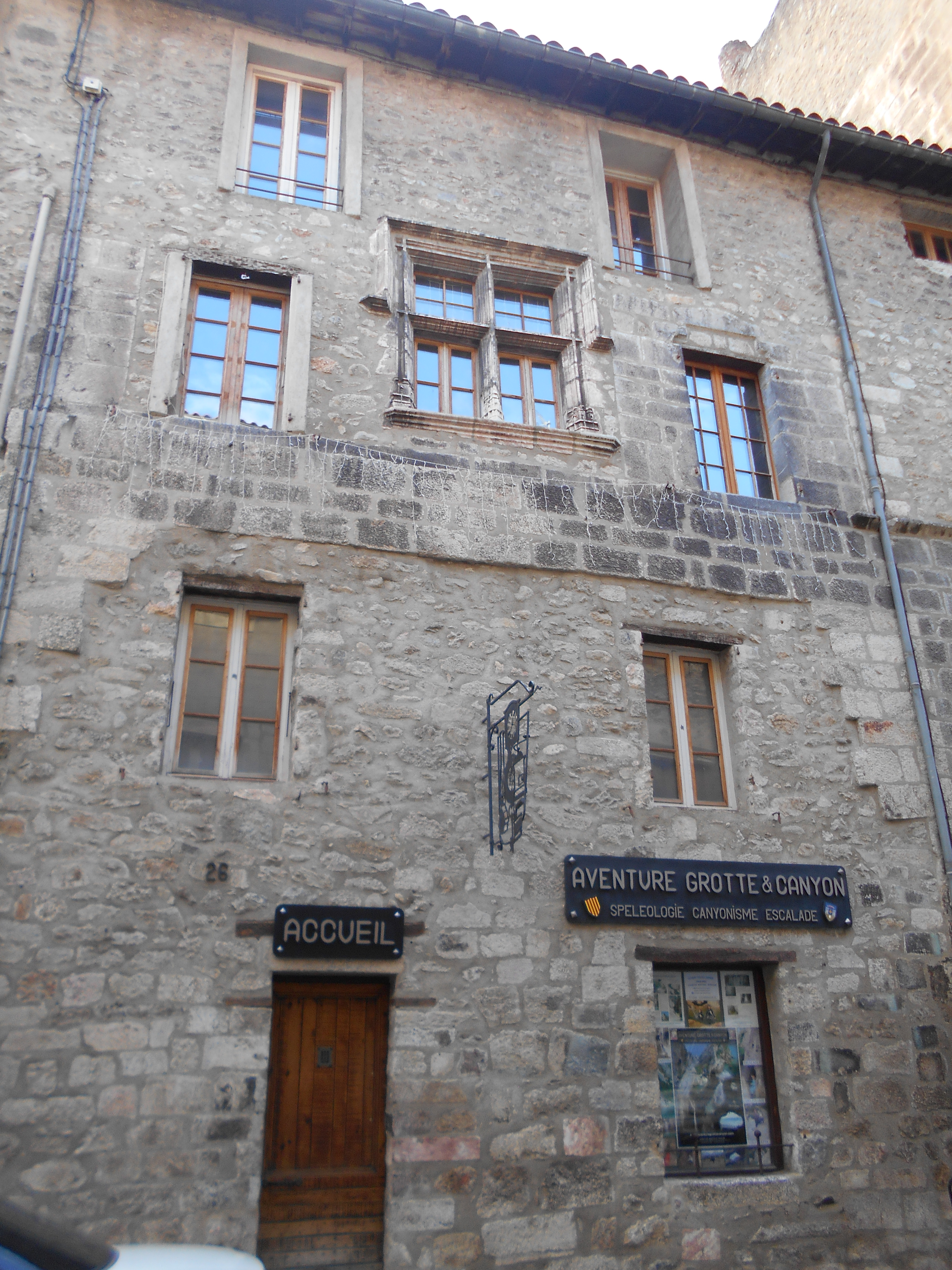
Detall del número 26

La façana té quatre plantes. Destaca la finestra de creuer, al centre de la façana, un element freqüent al voltant del 1500. També destaca l'arc d'entrada, a la dreta de la façana, que condueix a un pati i que deixa a l'esquerra els habitatges.
És un gran edifici contigu a la Talaia de la Casa de la Vila. La façana principal està coronada per un llarg ràfec d'11,65 m de llarg. L'edifici està construït amb un aparell mitjà molt regular, molt refet aparentment vers el 1500, quan hi fou inserida la bella finestra amb forma de creu. A la planta baixa hi ha una arcada de punt rodó, d'1,82 m d'ample, amb les arestes vives i les dovelles extradossades, sense clau. al centre, hi ha restes d'un pilar suport de dues arcades. En el primer pis es veu un cordó de suport, desbastat al centre i a l'esquerra; grans muntants de tres finestres, sens dubte géminades, amb arestes vives), i una petita finestra oblonga amb dintell sobre dos coixinets de quart de cercle i arestes aixamfranades de factura més tardana.

## Història
És un edifici amb elements dels segles xiii i XVI. La porta semicircular recorda l'antic hospital construït el 1225.